# Anna Johanning
Anna Johanning (* 21. Januar 1998 in Vechta) ist eine deutsche Fußballspielerin. Die Mittelfeldspielerin ist seit dem 30. Juni 2022 Vertragsspielerin des SKN St. Pölten.

## Karriere

### Vereine
Johanning begann in der F-Jugend des in der Gemeinde Rehden im Landkreis Diepholz ansässigen Jugendförderverein Rehden – Wetschen – Diepholz mit dem Fußballspielen und durchlief alle Altersklassen, bevor sie im Alter von 16 Jahren vom BV Cloppenburg verpflichtet wurde.
Für den Verein spielte sie von 2014 bis 2020 durchgängig in der 2. Bundesliga, die ersten vier Saisonen in der Gruppe Nord der seinerzeit zweigleisigen 2. Bundesliga. Während ihrer Vereinszugehörigkeit bestritt sie 111 Punktspiele, in denen sie vier Tore erzielte. Ihr Debüt im Seniorinnenbereich gab sie am 9. November 2014 (7. Spieltag) bei der 1:3-Niederlage im Heimspiel gegen die Zweitvertretung des VfL Wolfsburg. Ihr erstes Tor, zugleich einziges Saisontor, erzielte sie in der Folgesaison am 15. Mai 2016 (22. Spieltag) beim 11:2-Sieg im Heimspiel gegen den FFV Leipzig mit dem Treffer zum 7:2 in der 54. Minute. In dieser Saison erzielte sie mit ihrer Mannschaft mit dem zweiten Platz im Klassement das beste Ergebnis.
Von Niedersachsen nach Nordrhein-Westfalen gelangt, gehörte sie in der Saison 2020/21 Borussia Bocholt an, für die sie lediglich (die ersten) drei Zweitligaspiele der Saison bestritt sowie zwei Pokalspiele – 1. Runde (1:0 vs. SSV Rhade) und 2. Runde (0:3 vs. MSV Duisburg). Vom 1. Januar bis zum 30. Juni 2021 vereinslos geblieben, gehörte sie vom 1. Juli 2021 bis zum 4. Juli 2022  Alemannia Aachen an. Sie wurde einzig am 5. September 2021 beim 1:1-Unentschieden im Heimspiel gegen die Frauenfußballmannschaft des SV Deutz 05 in der Mittelrheinliga in der Zweitvertretung der Aachenerinnen eingesetzt.
Mit ihrer Verpflichtung vom österreichischen Bundesligisten SKN St. Pölten zur Saison 2022/23 kehrte sie in den Spielbetrieb zurück, beginnend zum Saisonstart am 27. August beim 9:0-Sieg im Auswärtsspiel gegen den SKV Altenmarkt mit Einwechslung zur zweiten Spielhälfte für Valentina Mädl. Ihr erstes Tor erzielte sie in der Folgesaison am 5. Mai 2024 (15. Spieltag) beim 1:1-Unentschieden im Auswärtsspiel gegen den Bundesligaaufsteiger SPG Lustenau/Dornbirn mit dem Treffer zum Endstand in der 63. Minute. Mit der Mannschaft gewann sie (bislang) zweimal in Folge das Double. Aufgrund der Titelgewinne nahm sie mit ihrer Mannschaft zweimal am Wettbewerb der Champions-League teil und bestritt zunächst die letzten beiden Spiele der Gruppe B am 16. und 22. Dezember 2022 (0:5 vs. AS Rom und 2:8 vs. VfL Wolfsburg). In der Folgesaison kam sie in den ersten und letzten beiden Spielen der Gruppe B zu internationalen Vereinsspielen.

### Auswahlmannschaft
Johanning kam als Spielerin der U18-Auswahlmannschaft des Niedersächsischen Fußballverbandes im Turnier um den DFB-Länderpokal an der Sportschule Wedau in Duisburg vom 1. bis zum 3. Oktober 2015 in drei Spielen zum Einsatz.

## Erfolge
- Österreichischer Meister 2023, 2024
- ÖFB-Cup-Sieger 2023, 2024